# Har Ben Zimra
Har Ben Zimra (hebrejsky: הר בן זמרה) je pahorek o nadmořské výšce 820 metrů v Izraeli, v Horní Galileji.
Nachází se cca 9 kilometrů severoseverozápadně od Safedu, 1 kilometr východně od vesnice Kerem Ben Zimra, jižně od lokální silnice 886, která z ní vybíhá k sousední obci Richanija. Má podobu nevelkého odlesněného návrší, které vystupuje jen několik desítek metrů nad rovinatý terén v okolí. Jižně od pahorku se terén svažuje do údolí horního toku vádí Nachal Chacor.